# Ilarion Ruvarac
Ilarion (Jovan) Ruvarac (Srijemska Mitrovica, 1. rujna 1832. -  manastir Grgeteg 8. kolovoza 1905.), srpski povjesničar i arhimandrit, začetnik kritičke škole u srpskoj historiografiji.
Svojim tekstovima je razbio neke od najvećih srpskih mitova: kosovski mit, pokazujući kako Vuk Branković nije izdajnik i nazivajući Lazara ispravno knez, a ne car, te crnogorski, o tome kako Crna Gora nikada nije plaćala danak Turcima, dokazujući da je ona bila pod turskom vlašću od početka 16. do kraja 17. stoljeća.
Ruvarac je dokazao da se narodnoj tradiciji ne može vjerovati. Pokazao je kako su srpske epske pjesme zapravo bajke u kojima je oko starih mitova, često iz indoeuropskog naslijeđa, došlo do grupiranja određenih osoba i motiva. Napustio je epsku poeziju kao povijesni izvor, a za hagiografije je pisao da nemaju nikakvih razumnih povijesnih podataka. Ruvarac je pokazao da dobar dio pjesama kosovskog ciklusa, koji govori o vremenu Nemanjića, uopće nisu narodne pjesme, već su nastale u Crkvi i dio su crkvenih propovijedi.

## Životopis
Jovan Ruvarac je osnovnu školu završio u Starom Slankamenu i Starim Banovcima, a gimaziju u Srijemskim Karlovcima i Beču. U Beču je studirao pravo i bavio se poviješću. Karlovačku bogosloviju je završio 1859. godine. Tu je počeo i raditi. Godine 1861. se zaredio i uzeo ime Ilarion. U manastiru Grgeteg postao je arhimandrit, pa rektor Karlovačke bogoslovije.
Njegova naobrazba i kritičko prosuđivanje definira ga prvim obrazovanim srpskim povjesničarom. Zbog svojih stavova je često upadao u neprilike i duge polemike. Ruvarac se obračunavao sa starijom srpskom historiografijom koja je izvođena pretežno na tradiciji i epskoj narodnoj pjesmi. Godine 1869. Ruvarac je postao član Srpskog učenog društva, a 1888. Srpske kraljevske akademije.
Ruvarac se bavio i srednjovjekovnom bosanskom povijesti, gdje je kroz nekoliko radova dao značajan doprinos razumijevanju dinastije Kotromanića, posebno vremena bana Tvrtka I. Kotromanića, te o pravoslavlju u Bosni i Hercegovini (Banovanje Tvrtka bana 1353. do 1377, 1894.; Dvije bosanske kraljice, 1893.; Nešto o Bosni dabarskoj i dabro-bosanskoj episkopiji i o srpskim manastirima u Bosni, 1878.; O humskim episkopima i hercegovačkim metropolitima do godine 1766, 1901.).

## Dela
- Osmotrenije Istoriji cerkovnija: v Patrijaršeskom klirikalnom učilišti Karlovačkom (1869.)
- O prvim godinama Dušanova kraljevanja: u hronološkom pogledu (1872.)
- O carostavniku ili carostavnim knjigama, s pogledom na važnost njihovu za srpsku povesnicu (1873.)
- O radu Miloša S. Milojevića u glasniku (1873.)
- Povesna slova o knezu Lazaru, despotu Stefanu Brankoviću i knezu Stefanu Štiljanoviću (1874.)
- Prilošci k objašnjenju izvora srpske istorije. I-XII (1878.)
- Prilošci k objašnjenju izvora srpske istorije. XIII-XXIV (1880.)
- O knezu Lazaru (1887.)
- Prilozi za srpsku povest (1887.)
- Katarina, kći Tvrtka I. bana (od 1353. – 1377.) i od 1377. – 1391. kralja bosanskoga (1892.)
- Dvije bosanske kraljice (1893.)
- O cetinjskoj štampariji pre četiri stotine godina (1893.)
- Banovanje Tvrtka bana: (1353. – 1377.) (1894.)
- Odlomci o grofu Đorđu Brankoviću i Arseniju Crnojeviću patrijarhu: s tri izleta o takozvanoj Velikoj seobi srpskog naroda (1896.)
- O pećkim patrijarsima od Makarija do Arsenija III: (1557-1690): prilog I za istoriju srpske crkve (1888.)
- Montenegrina: prilošci istoriji Crne Gore (1899.)
- Odlomak iz napisane pre 1891. rasprave o glavnim momentima u životu Sv. Save prvog srpskog arhiepiskopa (1901.)
- "O jeziku": priložak tumačenju srpskih narodnih pesama (1901.)
- O humskim episkopima i hercegovačkim mitropolitima: do godine 1766. (1901.)
- Raški episkopi i mitropoliti (1901.)
- O nekom "narodnom predanju" (1901.)
- Oborkapetan Staniša (1901.)
- Poreklo Sibinjanin Janka (1901.)
- Đurađ Vuković, despot srpski i Đorđe Kastriot-Skenderbeg vođ arbanaški: godine 1444 (1902.)
- Prilošci istorijskoj geografiji Srbije (1905.)

## Vanjske poveznice
- Životopis na stranici SANU (srp.)
- Ilarion Ruvarac i narodna književnost (srp.)